# Costes del Serrat de Fosols
Les Costes del Serrat de Fosols són unes costes de muntanya del terme municipal de Conca de Dalt, al Pallars Jussà, dins de l'antic terme d'Hortoneda de la Conca.
Estan situades al vessant oriental del Serrat de Fosols, al sud-est d'Hortoneda, a migdia de la Pista d'Hortoneda en el Revolt de la Llau de Segan.